# Seznam stolních tenistů
Seznam českých i světových stolních tenistů. Hvězdičkou jsou označeni stále aktivní stolní tenisté (k 23. lednu 2022). Současnými stolními tenisty jsou označováni hráči, kteří pravidelně hráli a svých největších úspěchů dosahovali po velkých změnách pravidel po olympijských hrách v roce 2000.

## Světový stolní tenis

### Současní světoví stolní tenisté
- Čang Ťi-kche
- Ma Lung *
- Wang Chao
- Sü Sin *
- Ma Lin
- Timo Boll *
- Dimitrij Ovtcharov*
- Koki Niwa *
- Džun Mizutani *
- Chuang Chih-Yuan *
- Chen Qi
- Chen Weixing
- Kalinikos Kreanga
- Michael Maze
- Eu Sang Oh
- Joo Se Hyuk
- Ryu Seung Min
- Jean-Michel Saive
- Werner Schlager
- Vladimir Samsonov

### Současné světové stolní tenistky
- Čang I-ning
- Wang Nan
- Guo Yue
- Daniela Dodean

### Historické osobnosti světového stolního tenisu
- Mikael Appelgren
- Viktor Barna
- Stellan Bengtsson
- Richard Bergmann
- Andrzej Grubba
- Nobuhiku Hasegawa
- István Jónyer
- Tibor Klampár
- Johnny Leach
- Jörgen Persson
- Jacques Secrétin
- Dragutin Šurbek
- Bohumil Váňa
- Jan-Ove Waldner

## Český stolní tenis

### Současní čeští stolní tenisté
- Dimitrij Prokopcov *
- Antonín Gavlas *
- Tomáš Tregler *
- Tomáš Konečný *
- Josef Šimončík *
- Michal Obešlo *
- Pavel Širuček *
- Marek Klásek *
- Petr Korbel *
- Martin Olejník *
- Tomáš Pavelka *
- Josef Plachý *
- Richard Výborný
- Lubomír Jančařík *
- Tomáš Polanský *
- Marek Lichnovský *

### Současné české stolní tenistky
- Renata Štrbíková
- Iveta Vacenovská
- Hana Valentová
- Dana Hadačová

### Historické osobnosti českého a československého stolního tenisu
- Ivan Andreadis
- Marie Hrachová
- Marie Kettnerová
- Vlado Miko
- Milan Orlowski
- Jindřich Panský
- Jaroslav Staněk
- Ladislav Štípek
- Bohumil Váňa
- Josef Posejpal
- Josef Dressler
- Ilona Voštová-Motlíková